# ジョージ・エドワーズ
ジョージ・エドワーズ（英: George Edwards、1694年4月3日 - 1773年7月23日）は、イギリスの博物学者、鳥類学者。「イギリス鳥類学の父」と呼ばれる。

## 概要
エセックスのストラトフォード出身。若いころからヨーロッパ各地を旅して博物学を学び、動物、とりわけ鳥類の色彩画を遺した。1733年にハンス・スローン卿の勧めでロンドンの王立医学カレッジの図書館員になった。

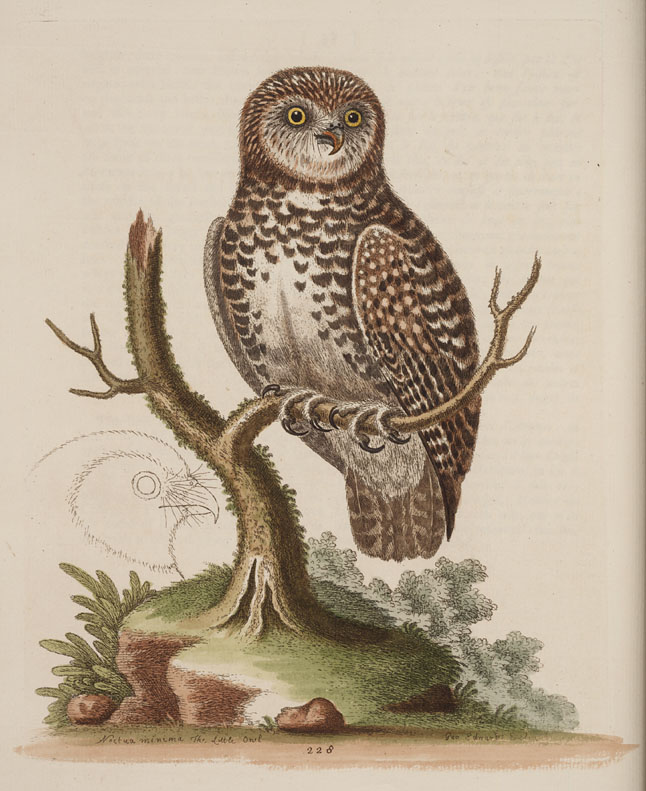
「博物収集」第一巻に収められている「小さなフクロウ」のエッチング

1743年に「物珍しい鳥類の自然研究」の第一巻を刊行し、1751年に第四巻を出した。1758年には「博物収集」という副題の別巻を出し、1760年と1764年にそれぞれ第二巻、第三巻を出した。これらの書物には仏語と英語の索引が付属しているが、それぞれの種の名はカール・フォン・リンネが名づけた。
1764年ごろにエセックスのプレーズトウに隠居、後になくなった。その他の著作に「博物論」（1770年）や「フォシロジーの原理」（1776年）がある。

## 著作
- Edwards, George (1743–1751). A Natural History of Uncommon Birds (Part I to IV). London: Printed for the author at the College of Physicians Publication dates on title pages: Part I 1743, Part II 1747, Part III 1750, Part IV 1751
- Edwards, George (1758). Gleanings of Natural History. Part I. London: Printed for author at the Royal College of Physicians
- Edwards, George (1760). Gleanings of Natural History. Part II. London: Printed for author at the Royal College of Physicians
- Edwards, George (1764). Gleanings of Natural History. Part III. London: Printed for author at the Royal College of Physicians
- Edwards, George (1770). Essays upon Natural History, and other miscellaneous subjects. London: Printed for J. Robson
- Edwards, George (1776). Elements of Fossilogy. London: Printed by B. White

## ギャラリー

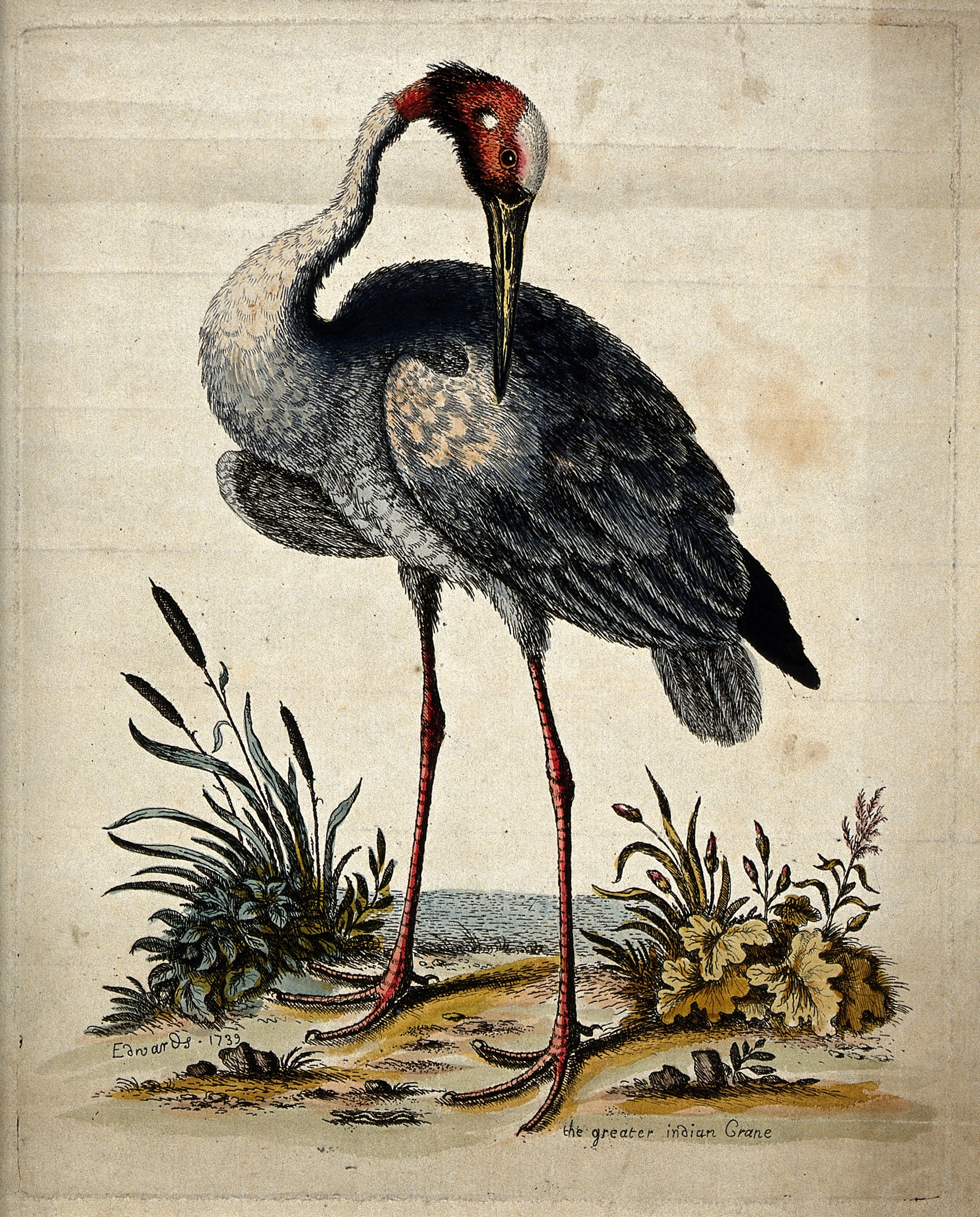
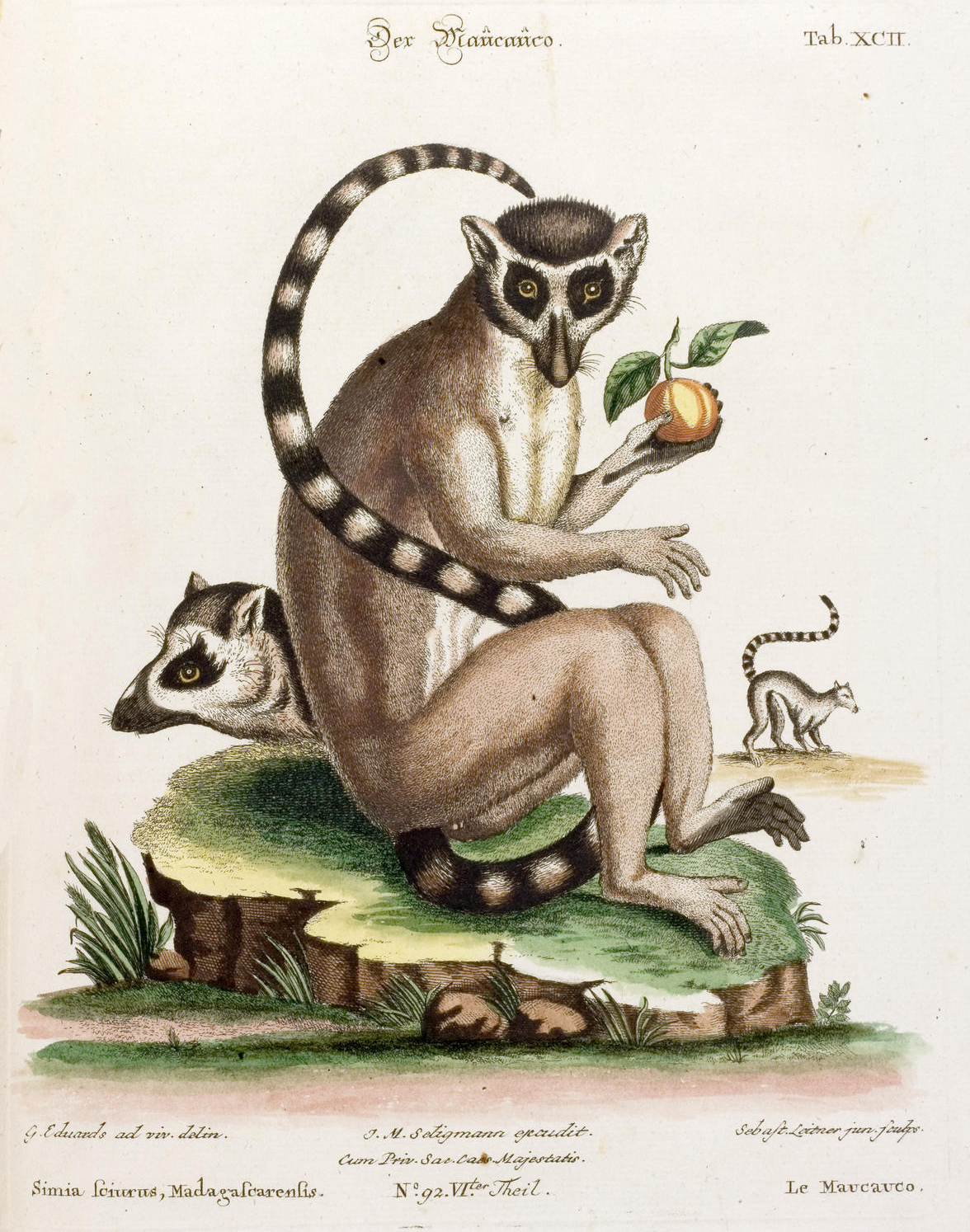
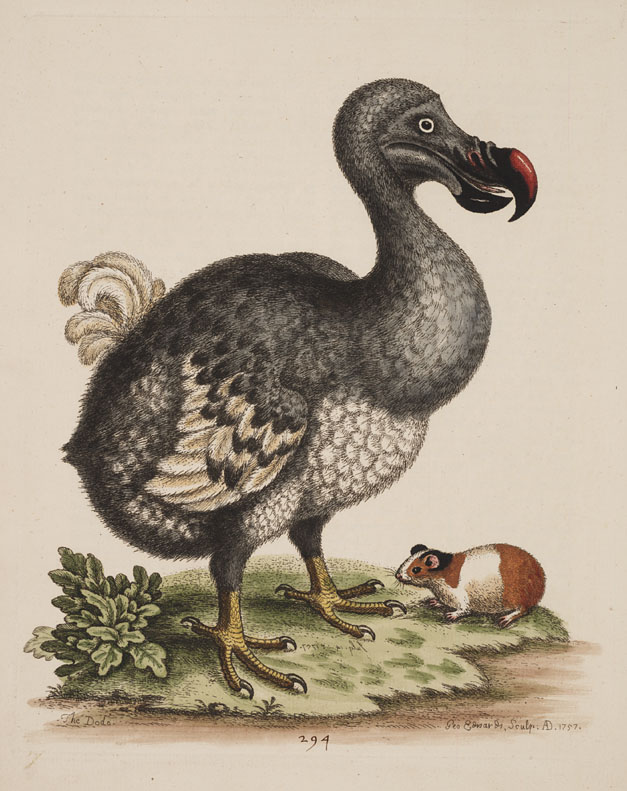
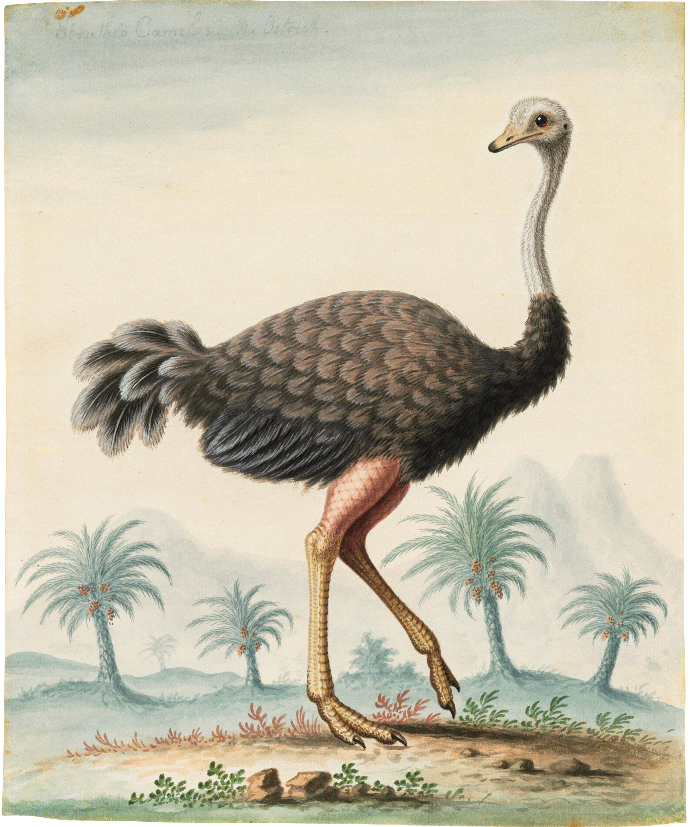
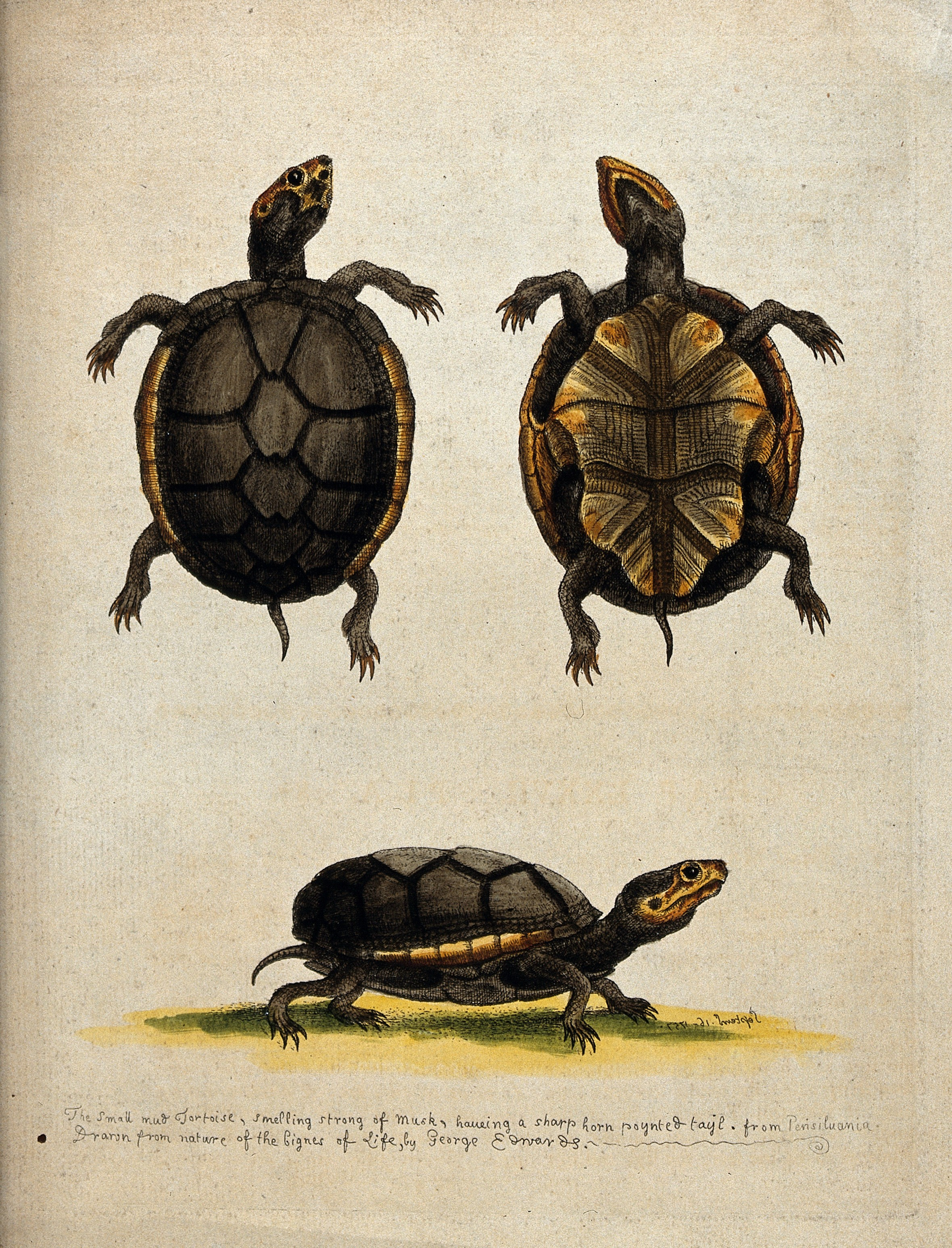